# José Ignacio García Sánchez
José Ignacio García Sánchez (Jerez de la Frontera, Cádiz, 12 de noviembre de 1987) es un psicólogo, orientador educativo, funcionario público y político español, diputado por Cádiz del Parlamento de Andalucía desde 2019 a 2021 y desde 2023 a la actualidad. Actualmente es líder y portavoz de Adelante Andalucía.

## Biografía
Se licenció en psicología en la Universidad de Sevilla, donde empezó su activismo político en el movimiento estudiantil, impulsó asambleas estudiantiles contra el Plan Bolonia, participó en la  creación del MAE (Movimiento de Acción Estudiantil) y participó activamente en el 15M en Sevilla.
Milita en Anticapitalistas Andalucía desde 2014 y formó parte activa del SAT (Sindicato Andaluz de Trabajadores) en Jerez de la Frontera.
Tras el 15M participó en la creación de Podemos en Andalucía desde sus inicios junto con Teresa Rodríguez y otros compañeros y compañeras movido por la necesidad de recoger todo el movimiento de indignación y llevarlo a las instituciones. Durante ese tiempo trabajó de orientador educativo en Utrillas (Teruel).
En 2018 participó en la creación de Adelante Andalucía y en 2020 anunció su salida de Podemos junto con Teresa Rodríguez y otros compañeros por diferencias estratégicas y para centrarse en la construcción de un partido con un marcado discurso andalucista, de izquierdas y que fuera una alternativa al PP y al PSOE como es Adelante Andalucía.
Ha sido diputado del Parlamento de Andalucía en dos legislaturas seguidas, la primera incompleta porque aprobó unas oposiciones públicas y consiguió plaza como orientador y dimitió tras la negativa del Parlamento a su petición de poder compatibilizar su actividad política con su trabajo como profesor de secundaria. Trabajó durante dos años como orientador en un instituto en San Fernando, Cádiz.
En las elecciones al Parlamento de Andalucía de 2022, José Ignacio García, concurrió en la posición número dos por la circunscripción de Cádiz. Su formación Adelante Andalucía consiguió dos escaños; uno por la circunscripción de Sevilla, ocupado por la parlamentaria y activista Maribel Mora y otro por Cádiz, ocupado por Teresa Rodríguez
El 8 de febrero de 2023, tras el anuncio de Teresa Rodríguez de su renuncia al escaño en el Parlamento de Andalucía el 19 de diciembre de 2022, José Ignacio García toma acta de posesión del escaño y asume la portavocía del Grupo Parlamentario.
El 16 de marzo de 2024 es elegido portavoz del partido político Adelante Andalucía
Actualmente José Ignacio García ejerce su cargo como portavoz del Grupo Parlamentario Adelante Andalucía y líder del partido político, con un perfil especialmente centrado en la defensa de la educación y sanidad pública, en la salud mental y en conflictos sindicales como PTIS (personal técnico de integración social), astilleros, Airbus y, Acerinox.
Una de sus medidas más llamativas que ha liderado como portavoz de Adelante Andalucía es la aprobación en Andalucía de la Ley de Gafas Gratuitas que actualmente está en trámite y que se debatirá el próximo 8 de abril de 2025 en el Congreso de los Diputados.
El 30 de marzo de 2025 Adelante Andalucía celebró una asamblea en la que José Ignacio García resultó elegido candidato a la presidencia de la Junta de Andalucía en los comicios previstos para junio de 2.026.